# Una Merkel
Una Merkel (ur. 10 grudnia 1903 w Covington, zm. 2 stycznia 1986 w Los Angeles) – amerykańska aktorka, nominowana do Oscara za rolę drugoplanową w filmie Lato i dym (1961).
Posiada swoją gwiazdę na Hollywoodzkiej Alei Gwiazd.

## Filmografia (wybór)
- 1930: Abraham Lincoln jako Ann Rutledge
- 1933: Spotkanie w Wiedniu
- 1933: Ulica szaleństw jako Lorraine Fleming
- 1934: Wesoła wdówka jako królowa Dolores
- 1936: Urodzona do tańca jako Jenny Saks
- 1937: Saratoga jako Fritzi
- 1939: Destry znowu w siodle jako Lily Belle
- 1940: The Bank Dick jako Myrtle Sousé
- 1941: Droga do Zanzibaru jako Julia Quimby
- 1943: To jest armia jako Rose Dibble
- 1953: I Love Melvin jako mama Schneider
- 1955: Traper z Kentucky jako Sophie Wakefield
- 1959: Gra godowa jako Ma Larkin
- 1961: Lato i dym jako pani Winemiller
- 1961: Rodzice, miejcie się na baczności jako Verbena
- 1966: Sposób na spędzanie czasu jako Violet Ranley